# Советы по общинному развитию (Сингапур)
Советы по коммунальному развитию (англ. Community Development Council (аббревиатура: CDC); кит. 社区发展理事会; малайск. Majlis Pembangunan Masyarakat) — сингапурская правительственная программа по распределению полномочий управляющих органов власти и общественных организаций на местах, которая служит «мостом» между правительством и общественностью. В ней участвуют добровольцы от широкой общественности, управляющие коммуной и программами социальной поддержки при помощи грантов, выделенных правительством. Работа ведётся на основании «Устава советов по коммунальному развитию» (англ. Community Development Council Rules 1997).

## Структура организации
На текущий момент советы состоят из пяти региональных советов, называемых
- Совет по общинному развитию Центрального Сингапура
- Северо-Восточный Совет по общинному развитию
- Северо-Западный Совет по общинному развитию
- Юго-Восточный Совет по общинному развитию
- Юго-Западный Совет по общинному развитию

Границы муниципалитетов являют собой отражение текущего политического деления, каждый из них управляется четырьмя — шестью группами представителей избирательного округа и одномандатниками, деля население на примерно равные части. Каждый регион, управляется Советом, возглавляемым мэром и состоящим из 12 — 80 членов. Членов назначает председатель или зампред Народной ассоциации.

## Финансирование
Советы финансируются ежегодными вливаниями от правительства, в размере прямо пропорциональном числу жителей, проживающих в пределах юрисдикции каждого из них — 1 сингапурский доллар на человека. Они вправе проводить собственные программы по сборам, в которых на каждые 3 правительственных сингапурских доллара приходится один собранный. Гранды на основе долгосрочных соглашений финансируются в соотношении 4 правительственных на 1 пожертвованный сингапурский доллар. Кроме того, правительство оплачивает рабочие расходы советов, в том числе содержание офисов.